# Ernest Reyer

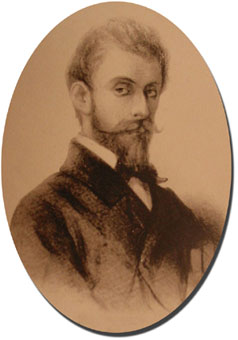
Ernest Reyer, um 1848

Louis-Etienne-Ernest Reyer (eigentlich Rey, * 1. Dezember 1823 in Marseille; † 15. Januar 1909 in Le Lavandou) war ein französischer Komponist und Musikkritiker. Er schrieb im neoromantischen Stil und war vor allem mit Opern erfolgreich.

## Leben
Nach einem ersten Unterricht bei Barsotti an der Musikschule von Marseille wandte sich Reyer zunächst der administrativen Laufbahn in Algerien zu. Er arbeitete von 1839 bis 1848 als Angestellter seines Onkels Louis Farrenc im Finanzwesen von Constantine. 1847 komponierte er neben einigen kleineren Werken eine Messe zum Empfang des Duc d’Aumale in Algier. Obwohl ihm seine Eltern und sein Onkel von einer musikalischen Karriere abrieten, kehrte er 1848 nach Frankreich zurück, wo er unter Anleitung seiner Tante, der Klavier-Professorin Louise Farrenc, musikalische Studien aufnahm. Am 5. April 1850 wurde im Théâtre-Italien seine Ode Le Selam aufgeführt, die einen großen Erfolg erzielte. Das führte später zu einer engen Freundschaft mit Hector Berlioz. Von 1866 bis 1909 arbeitete er als Bibliothekar der Pariser Oper und wurde Feuilletonist am Journal des Débats. Er verfasste Berichte und Rezensionen in verschiedenen Zeitungen wie La Revue française, Le Courrier de Paris, La Presse und Le Moniteur universel. 1875 veröffentlichte er einige dieser Artikel unter dem Namen Notes de Musique.
Reyer schrieb hauptsächlich für die Bühne, und auch in seinen anderen Werken treten dramatische Züge hervor. Seine kompositorischen Mittel stehen in der Tradition von Hector Berlioz und Richard Wagner, was sich besonders in der Orchesterbehandlung und der Anwendung von Leitmotiven bemerkbar macht. Sein musikalischer Stil unterscheidet sich jedoch deutlich von dem Wagners. Er selbst sagte, dass Wagner der einzige Komponist sei, der Wagnerianische Musik schreiben könne. Durch seine Vorliebe für fremdländische (exotische) Themen wie in Le Sélam oder seinem Ballett Sacountalâ gilt er als Vertreter des musikalischen Exotismus. Letzteres und die 1890 uraufgeführte Oper Sigurd hielten sich längere Zeit auf den Spielplänen.

## Werke

### Vokalwerke
- 40 vieilles chansons du XII au XVIII ème siècle, gesammelt von Reyer, 1885
- 30 mélodies in zwei Sammlungen für Gesang und Klavier
- La Madeleine au désert, Szene für Bariton oder tiefe Altstimme
- O Salutaris, 1928
- Redemption für Gesang und Klavier; Text: L. Bouilhet
- Le Sélam, orientalische Symphonie. in 5 Bildern für Soli, Chöre und Orchester; Text: Théophile Gautier; UA: 5. April 1850, Paris, Théâtre-Italien
- L’hymne du Rhin, Kantate für Sopran und Chor; Text: Joseph Méry; 1865[1]
- Messe pour l’arrivée du Duc d’Aumale à Alger, 1847
- Victoire, Kantate, 1859 Paris, Opéra

### Orchesterwerke
- Marche tzigane, nach originalen Motiven für Orchester, 1865 (1882)

### Klavierwerke
- Petite Fantaisie, alla moda antica, 1877
- Pensée mélodique
- Marche gaie, 1901
- Pièce dans le style antique

### Bühnenwerke
- Maître Wolfram (Meister Wolfram), opéra comique in einem Akt; Libretto: Joseph Méry und Théophile Gautier; UA: 20. Mai 1854, Paris, Théâtre-Lyrique
- Sacountalâ, ballet-pantomime in zwei Akten; Libretto: Théophile Gautier; UA: 14. Juli 1858, Paris, Opéra
- La Statue, opéra comique in drei Akten; Libretto: Michel Carré und Jules Barbier; UA: 11. April 1861, Paris, Théâtre-Lyrique
- Erostrate, Oper in zwei Akten; Libretto: Joseph Méry und Emilio Pacini; UA: 21. August 1862, Baden-Baden; deutsche Übersetzung von Draxler und Pasqué
- Au port; opéra comique in einem Akt; Libretto: Jules Ruelle und Gaston Escudier; vermutlich nicht aufgeführt
- Sigurd, Oper in vier Akten; Libretto: Camille du Locle und Alfred Blau nach dem Nibelungenlied; UA: 7. Januar 1884, Brüssel, Théâtre de la Monnaie
- Salammbô, Oper in fünf Akten; Libretto: Camille du Locle nach dem Roman von Gustave Flaubert; UA: 10. Februar 1890, Brüssel, Théâtre de la Monnaie

### Schriften
- Notes de musique, 1875
- Quarante ans de musique, 1909